# Бар-Эбенхаузен
Бар-Эбенхаузен (нем. Baar-Ebenhausen) — община в Германии, в земле Бавария. 
Подчиняется административному округу Верхняя Бавария. Входит в состав района Пфаффенхофен-на-Ильме.  Население составляет 4884 человека (на 31 декабря 2010 года). Занимает площадь 14,80 км².
Коммуна подразделяется на 3 сельских округа.

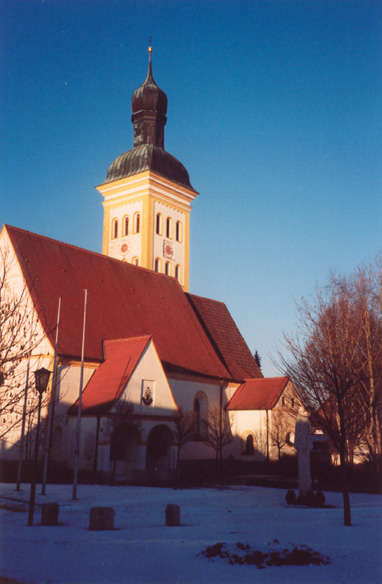
Бар-Эбенхаузен